# Jan Steilen
Jan Steilen (* 6. Mai 1981 in Köln-Weiß) ist ein ehemaliger deutscher Schauspieler. Steilen, der jahrelang als Modell in einer Kinderagentur gearbeitet hatte, wurde vor allem durch seine Rolle als Rüdiger von Schlotterstein in der ARD-Kinderserie Der kleine Vampir – Neue Abenteuer bekannt. Später studierte er Mediendesign, Stand 2014 arbeitet er bei einer Stadtführungsfirma in Köln.